# Мохамед Ельюнуссі
Мохамед Ельюнуссі (норв. Mohamed Elyounoussi; нар. 4 серпня 1994, Ель-Хосейма) — норвезький футболіст марокканського походження, нападник клубу «Копенгаген» та національної збірної Норвегії.
Має старшого двоюрідного брата Таріка Ельюнуссі, який також грає за норвезьку футбольну збірну.

## Клубна кар'єра
Народився 4 серпня 1994 року в марокканському місті Аль-Хосейма. Вихованець футбольної школи норвезького клубу «Фредрікстад».
У дорослому футболі дебютував 2010 року виступами за команду клубу «Сарпсборг 08», в якій провів чотири сезони, взявши участь у 64 матчах чемпіонату. З 2012 року став основним гравцем атакувальної ланки команди.
До складу клубу «Молде» приєднався на початку 2014 року, відіграв за команду з міста Молде два сезони.
У 2016 перейшов до швейцарського клубу «Базель». Відтоді відіграв за команду в чемпіонаті Швейцарії 23 матчі, забив 10 м'ячів.

## Виступи за збірні
2009 року дебютував у складі юнацької збірної Норвегії U-15. Взяв участь у 14 іграх за юнацькі збірні різних вікових категорій, відзначившись двома забитими голами.
З 2013 року залучається до складу молодіжної збірної Норвегії. На молодіжному рівні зіграв у 19 офіційних матчах, забив 5 голів.
18 січня 2014 року 19-річний нападник дебютував в офіційних матчах у складі національної збірної Норвегії товариською грою проти збірної Польщі.
| Дата       | Місто    | Господарі | Результат | Гості    | Турнір           | Голи | Примітки |
| ---------- | -------- | --------- | --------- | -------- | ---------------- | ---- | -------- |
| 18/01/2014 | Абу-Дабі | Польща    | 3 – 0     | Норвегія | товариський матч | -    |          |
| Усього     |          | Матчів    | 1         |          | Голів            | 0    |          |

## Титули і досягнення
- Чемпіон Норвегії (1):

«Молде»: 2014
- Володар Кубка Норвегії (1):

«Молде»: 2014
- Чемпіон Швейцарії (1):

«Базель»: 2016–17
- Володар Кубка Швейцарії (1):

"Базель: 2016–17
- Володар Кубка шотландської ліги (1):

«Селтік»: 2019–20
- Володар Кубка Шотландії (1):

«Селтік»: 2019–20
- Чемпіон Данії (1):

«Копенгаген»: 2024–25
- Володар Кубка Данії (1):

«Копенгаген»: 2024–25
Особисті досягнення
- Команда місяця данської Суперліги: жовтень 2024[1]